# 윌리엄슨쥐사슴
윌리엄슨쥐사슴(Tragulus williamsoni)은 작은사슴과에 속하는 우제류의 일종이다. 태국에서 발견되며, 중국에서도 서식하는 것으로 추정된다.